# Partia Władzy Ludowej
Partia Siły Narodu, Gugminuihim (kor. 국민의힘) – południowokoreańska konserwatywna partia polityczna.
Partia powstała 17 lutego 2020 r. w koalicji z Partią Wolności Korei, Nową Partią Konserwatywną i Naprzód dla przyszłości 4.0, a także kilku mniejszych partii i organizacji politycznych. Po wyborach parlamentarnych w 2020 r. stała się drugą co do wielkości partią w Zgromadzeniu Narodowym. Liczyła wówczas 103 posłów.
9 marca 2022 r. odbyły się wybory prezydenckie w Korei Południowej, które wygrał Yoon Suk-yeol, członek Partii Władzy Ludowej. Zwyciężył on z przeciwnikiem Demokratycznej Partii Korei.
W wyborach parlamentarnych w 2024 r. partia wraz z partią siostrzaną zdobyła 108 głosów. Jej przegrana zapowiadała dalszy impas legislacyjny między konserwatystami a liberałami oraz potwierdziła niskie poparcie dla prezydenta Yoona, który prędko zapowiedział zmiany w rządzie.

## Program

### Polityka gospodarcza
W przeszłości większość konserwatywnych partii politycznych w Korei Południowej wykazywało interwencjonizm gospodarczy ze względu na politykę prezydenta Park Chung-hee. Niemniej obecna Partia Władzy Ludowej stała się bardziej liberalna gospodarczo. Na ogół PWL wspiera konserwatyzm fiskalny

### Polityka społeczna
PWL ma tendencję społeczno-konserwatywną. Opowiadają się za skromnym budżetem, bezpieczeństwem publicznym, oraz skupieniem się na zapewnianiu miejsc pracy, tradycyjnych wartości rodzinnych. Popierają też narodowy patriotyzm. Większość polityków PWL sprzeciwia się feminizmowi.
Partia Władzy Ludowej sprzeciwia się antyliberalnej polityce Demokratycznej Partii Korei polegającej na ustawodawczej próbie uregulowania spożycia psiego mięsa. Yang Joon-woo, czyli rzecznik Partii Władzy Ludowej, skrytykował ten pomysł: „Państwo nie ma prawa regulować indywidualnych gustów ani nawyków żywieniowych”.